# Neoliodes bataviensis
Neoliodes bataviensis är en kvalsterart som beskrevs av Sellnick 1925. Neoliodes bataviensis ingår i släktet Neoliodes och familjen Neoliodidae. Inga underarter finns listade i Catalogue of Life.